# Communauté de communes du Pays de Sancey-Belleherbe
Die Communauté de communes du Pays de Sancey-Belleherbe ist ein französischer Gemeindeverband mit der Rechtsform einer Communauté de communes im Département Doubs in der Region Bourgogne-Franche-Comté. Sie wurde am 26. Dezember 2001 gegründet und umfasst 27 Gemeinden. Der Verwaltungssitz befindet sich im Ort Sancey.

## Historische Entwicklung
Der Gemeindeverband wurde ursprünglich unter der Bezeichnung Communauté de communes du Vallon de Sancey gegründet und umfasste im Jahr 2016 17 Gemeinden. 
Mit Wirkung vom 1. Januar 2017 wurde der Verband um die Gemeinde Froidevaux von der aufgelösten Communauté de communes de Saint-Hippolyte und weitere neun Gemeinden von der aufgelösten Communauté de communes entre Dessoubre et Barbèche erweitert und auf die aktuelle Bezeichnung umbenannt.

## Mitgliedsgemeinden
| Gemeinde                                            | Einwohner 1. Januar 2022 | Fläche km² | Dichte Einw./km² | Code INSEE | Postleitzahl |
| --------------------------------------------------- | ------------------------ | ---------- | ---------------- | ---------- | ------------ |
| Belleherbe                                          | 626                      | 16,13      | 39               | 25051      | 25380        |
| Belvoir                                             | 90                       | 9,31       | 10               | 25053      | 25430        |
| Bretonvillers                                       | 285                      | 13,66      | 21               | 25095      | 25380        |
| Chamesey                                            | 139                      | 6,42       | 22               | 25113      | 25380        |
| Charmoille                                          | 319                      | 10,14      | 31               | 25125      | 25380        |
| Chazot                                              | 117                      | 5,35       | 22               | 25145      | 25430        |
| Crosey-le-Grand                                     | 148                      | 10,28      | 14               | 25177      | 25340        |
| Crosey-le-Petit                                     | 121                      | 9,60       | 13               | 25178      | 25340        |
| Froidevaux                                          | 80                       | 3,98       | 20               | 25261      | 25190        |
| La Grange                                           | 97                       | 6,16       | 16               | 25290      | 25380        |
| Lanans                                              | 162                      | 10,05      | 16               | 25324      | 25360        |
| Longevelle-lès-Russey                               | 40                       | 2,56       | 16               | 25344      | 25380        |
| Orve                                                | 58                       | 5,51       | 11               | 25436      | 25430        |
| Péseux                                              | 136                      | 6,63       | 21               | 25449      | 25190        |
| Provenchère                                         | 139                      | 6,97       | 20               | 25471      | 25380        |
| Rahon                                               | 136                      | 5,69       | 24               | 25476      | 25430        |
| Randevillers                                        | 111                      | 4,36       | 25               | 25478      | 25430        |
| Rosières-sur-Barbèche                               | 110                      | 5,31       | 21               | 25503      | 25190        |
| Sancey                                              | 1.364                    | 30,57      | 45               | 25529      | 25430        |
| Servin                                              | 200                      | 10,03      | 20               | 25544      | 25430        |
| Surmont                                             | 123                      | 7,38       | 17               | 25554      | 25380        |
| Valonne                                             | 265                      | 8,33       | 32               | 25583      | 25190        |
| Vaudrivillers                                       | 78                       | 3,65       | 21               | 25590      | 25360        |
| Vellerot-lès-Belvoir                                | 95                       | 6,04       | 16               | 25595      | 25430        |
| Vellevans                                           | 247                      | 13,54      | 18               | 25597      | 25430        |
| Vernois-lès-Belvoir                                 | 51                       | 4,68       | 11               | 25607      | 25430        |
| Vyt-lès-Belvoir                                     | 183                      | 7,54       | 24               | 25635      | 25430        |
| Communauté de communes du Pays de Sancey-Belleherbe | 5.520                    | 229,87     | 24               | –          | –            |